# Прапор Тальнівського району
Пра́пор Та́льнівського райо́ну — офіційний символ Тальнівського району Черкаської області, затверджений 28 березня 2003 року рішенням сесії Тальнівської районної ради.

## Опис
Прапор являє собою прямокутне зелене полотнище зі співвідношенням сторін 2:3, на якому посередині зображено перевернуте синє вістря, що має червоно-біле обрамлення. У центрі вістря розміщено білий солярно-лунарний знак, запозичений із зображень на горщиках трипільської культури.